# Ädelost
El Ädelost (en sueco ‘queso noble’) es queso azul sueco hecho de leche de vaca pasteurizada. Entre sus características notables están un color crema claro con venas azul grisáceas uniformemente distribuidas, y un sabor fuerte y salado. El queso tiene una corteza ligeramente mohosa y suele venir en cilindros de unos 18 cm de diámetro y 10 cm de alto, con un peso final de 2,5 kg. El Ädelost tiene un contenido graso del 50% y madura en 2 a 3 meses. Se usa a menudo como queso de mesa.
- Datos: Q252826